# آلما زاک
آلما زاک (عبری: עלמה זק‎؛ زادهٔ ۲۱ نوامبر ۱۹۷۰) هنرپیشه اهل کشور اسرائیل است. وی متولد شهر تل‌آویو است. پدرش پیانیست و مادرش خواننده و بازیگر بودند. آلما دو برادر بزرگتر از خود دارد. این هنرمند، بازیگری را از سال ۲۰۰۰ آغاز کرده است.